# Nikola Daubnerová
Nikola Daubnerová (* 7. September 2005) ist eine slowakische Tennisspielerin.

## Karriere
Daubnerová begann mit fünf Jahren das Tennisspielen und bevorzugt Sandplätze. Sie spielt bislang vor allem Turniere der ITF Women’s World Tennis Tour, wo sie bislang einen Titel im Doppel gewinnen konnte.
2021 spielte sie als 15-Jährige im Februar in Antalya ihr erstes ITF-Turnier, wo sie auf Anhieb als Qualifikantin das Hauptfeld erreichte, dort aber Nuria Brancaccio mit 4:6 und 2:6 unterlag. Bei den weiteren neun ITF-Turnieren bis August 2021 schied sie aber meist bereits in der ersten oder zweiten Qualifikationsrunde aus und konnte nur bei je einem Turnier im März und im August nochmals in die Hauptrunde einziehen.
2022 trat sie nach vier ITF-Turnieren im April, wo sie jeweils in der Hauptrunde antrat und in Sao Paulo sogar das Viertelfinale erreichen konnte, bei den French Open erstmalig bei einem Grand-Slam-Turnier an. Im Juniorinneneinzel erreichte sie mit Siegen über Sayaka Ishii, Luciana Moyano und Taylah Preston das Viertelfinale, wo sie dann gegen Nikola Bartůňková mit 3:6 und 0:6 verlor. In Wimbledon gelangte sie im Juniorinneneinzel mit einem knappen 1:6, 6:4 und 7:69 Sieg gegen Dominika Šalková in die zweite Runde, wo sie ebenso knapp in drei Sätzen Isabella Kruger mit 4:6, 7:64 und 2:6 unterlag. Im Juniorinnendoppel erreichte sie an der Seite von Partnerin Lucija Ćirić Bagarić das Halbfinale, wo sie den späteren Turniersiegerinnen Rose Marie Nijkamp und Angella Okutoyi mit 3:6 und 4:6 unterlagen. Bei den US Open schied Daubnerová im Juniorinneneinzel mit 6:3, 3:6 und 1:6 gegen Clervie Ngounoue ebenso wie im Juniorinnendoppel mit Partnerin Irina Balus gegen Mia Kupres und Ranah Akua Stoiber mit 1:6 und 2:6 bereits in der ersten Runde aus. Bei dem Empire Women’s Indoor II 2022 im Oktober erhielt sie eine Wildcard für das Hauptfeld im Dameneinzel, wo sie aber bereits in der ersten Runde gegen Léolia Jeanjean mit 2:6, 7:67 und 5:7 verlor. Im Doppel erreichte sie an der Seite von Partnerin Lucie Havlíčková mit einem 6:0 und 6:0 Sieg gegen Aleksa Karatantschewa und Lija Karatantschewa das Achtelfinale, wo die beiden dann gegen Sofja Lansere und Rebecca Šramková mit 3:6, 7:65 und [12:14] verloren.
2023 startete sie bei den Australian Open, wo sie im Juniorinneneinzel an Position vier gesetzt überraschend klar bereits in der ersten Runde gegen Ella Seidel mit 2:6 und 1:6 verlor. Im Juniorinnendoppel erreichte sie mit Partnerin Ranah Akua Stoiber mit einem Sieg gegen Mara Gae und Lily Taylor das Achtelfinale, wo die beiden gegen Rebecca Munk Mortensen und Kristiana Sidorowa mit 2:6, 6:3 und [7:10] verloren. Bei den darauf folgenden Caterpillar Burnie International qualifizierte sie sich für das Hauptfeld im Dameneinzel, wo sie dann aber in der ersten Runde gegen Mai Hontama mit 1:6 und 4:6 verlor. Im Doppel schied sie an der Seite von Partnerin Renáta Jamrichová ebenso bereits in der ersten Runde gegen die topgesetzten Arina Rodionova und Ena Shibahara mit 3:6 und 4:6. Bei den Empire Women’s Indoor I im März kam sie mit Partnerin Lucie Havlíčková ebenso nicht über die ersten Runde hinaus.

## Turniersiege

### Doppel
| Nr. | Datum        | Turnier | Kategorie | Belag | Partnerin      | Finalgegnerinnen             | Ergebnis          |
| --- | ------------ | ------- | --------- | ----- | -------------- | ---------------------------- | ----------------- |
| 1.  | 7. Juni 2025 | Osijek  | ITF W15   | Sand  | Anna Syrjanowa | Enola Chiesa Linda Ševčíková | 7:63, 3:6, [10:4] |